# Göda
Göda (em alto sorábio: Hodźij) é um município da Alemanha localizado no distrito de Bautzen, região administrativa de Dresden, estado da Saxônia.